# Avalancha

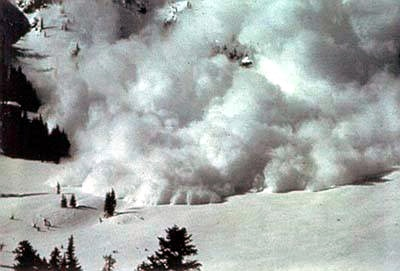
Uma avalancha

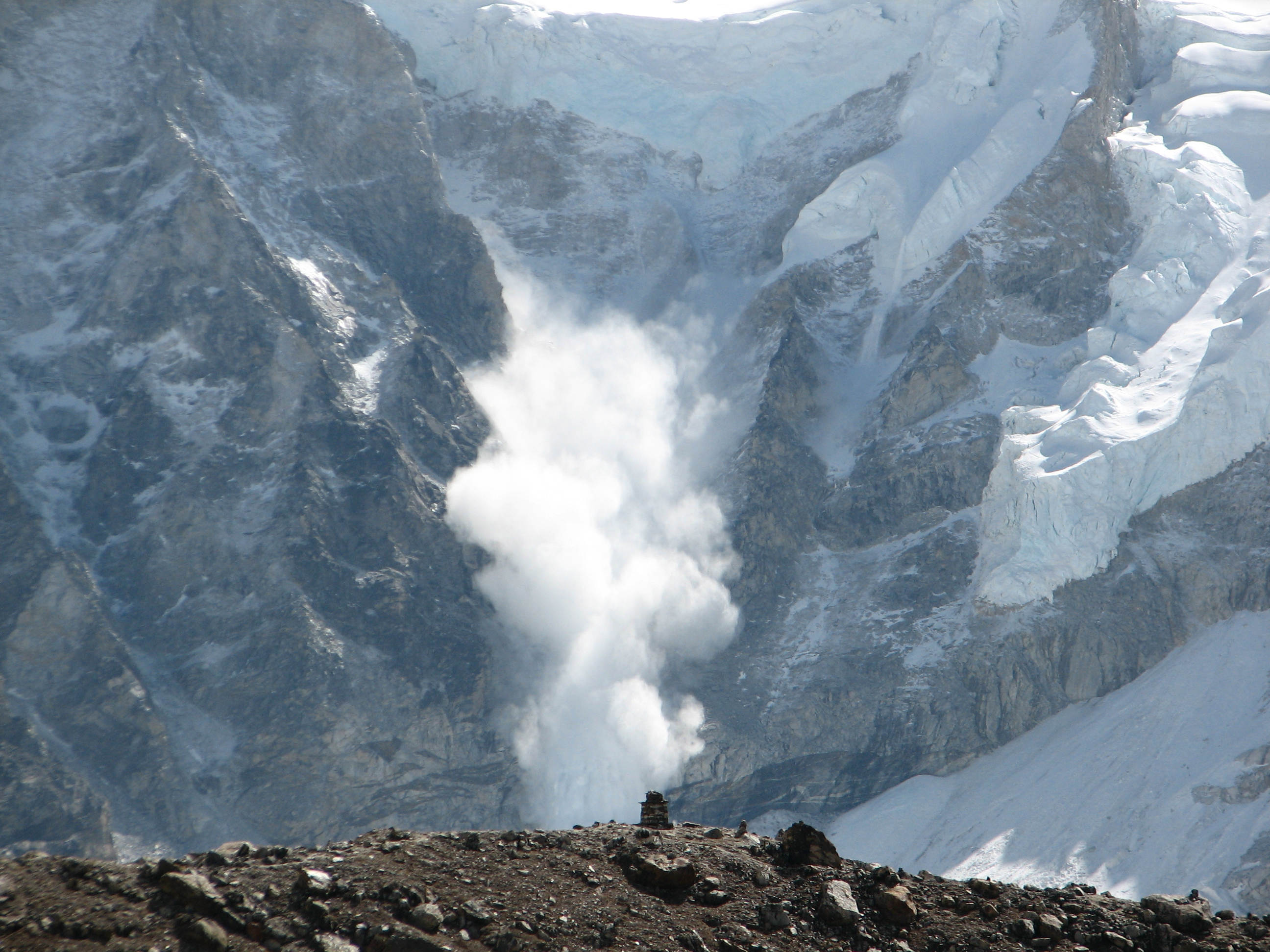
Forte avalancha no Himalaia, próximo ao Monte Everest

Uma avalancha, avalanche ou alude é um fenômeno que se verifica quando uma massa acumulada de neve, gelo e detritos repentinamente se movimenta de forma rápida e violenta e se precipita em direção ao vale. Durante a descida, arrasta cada vez mais neve e pode arrastar árvores, rochas e construções humanas, atingindo até 160 quilômetros por hora. Este destacamento de massas de neve pode ser provocado por diversas causas, como a passagem de esquiadores, a ação de fortes ventos, propagação do som etc.

## Mecanismo de formação
As avalanches de neve produzem-se quando é perdida sustentação para a neve. Esta perda de sustentação e a avalanche consequente pode ser espontânea ou provocada por ação humana.

### Modelagem matemática
Tentativas de modelar o comportante de avalanches datam do começo do século XX, notavelmente o trabalho do Professor Lagotala em preparação às Olimpíadas de Inverno de 1924 em Chamonix. Seu método foi desenvolvido por A. Voellmy e tornou-se popular após sua publicação em 1955 de seu Ueber die Zerstoerungskraft von Lawinen (Sobre a Força Destrutiva das Avalanches).
Voellmy usou uma fórmula empírica simples, tratando uma avalanche como um bloco deslizante de neve movendo-se com uma força de arrasto proporcional ao quadrado da velocidade de seu fluxo:
{\displaystyle {\textrm {Pref}}={\frac {1}{2}}\,{\rho }\,{v^{2}}\,\!}
Ele e outros posteriormente desenvolveram outras fórmulas que levam em conta também outros fatores.
Desde a década de 1990 muitos modelos mais sofisticados foram desenvolvidos.

### Avalanches espontâneas
As avalanches espontâneas produzem-se por um acúmulo excessivo de neve ou por uma mudança nas condições da neve acumulada. Aquelas devidas a acumulações produzem-se em tempo de nevadas fortes e são normalmente de neve recente.
Os aumentos de temperatura e a chuva são as alterações mais frequentes e afetam a neve de qualquer qualidade. O segundo motivo mais frequente das avalanches naturais são as mudanças metamórficas na neve acumulada por causa do derretimento provocado pela radiação solar. Nesse caso a neve aumenta de peso relativo a superfície (isto é, a pressão) até o ponto em que as camadas inferiores não conseguem suportar. Por serem neve recente ou úmida, aumenta a sua fluidez e escorregam sobre outras camadas de neve endurecida.

### Outros tipos
Por extensão de sentido, hoje uma avalancha pode também significar a rápida precipitação de rochas ou lama. No caso de avalancha de rochas, as causas normalmente são terremotos e pequenos abalos sísmicos. Já quando há uma avalancha de lama, esta pode ser causada pelo derretimento da neve e consequente mistura com a terra ou mesmo em encostas sem neve e atingida por fortes chuvas. De forma geral, as avalanchas de lama estão ligadas à erosão do terreno e desmatamento de bosques e matas nas zonas mais íngremes de montanhas e morros.
Em montanhas cobertas por manto nevoso, o risco de avalanchas é muito baixo em encostas com menos de 25 ou mais de 60 graus de inclinação. O risco maior se encontra em encostas com inclinação entre 35 e 45 graus, atingindo o mais alto risco com 38 graus. É justamente a esta inclinação que a prática do esqui se vê mais favorecida, levando a tragédias que ocorrem anualmente tanto no hemisfério norte como no sul.

## Proteção
A alta periculosidade das avalanchas faz com que em zonas de risco criem-se específicas unidades de prevenção, que observam e analisam as condições meteorológicas e da neve para avaliar o risco. Nos locais mais expostos, é necessário provocar o deslizamento controlado das massas de neve instáveis por meio de cargas explosivas. O sistema mais vulgar para diminuir os efeitos da avalanches é a colocação de barras metálicas dispostas verticalmente ou os muros de desvio, para reduzir as massas de neve.
Para permitir a circulação do transito ferroviário e/ou automóvel, nas zonas de montanha utiliza-se as chamadas protecções para-avalanche se bem que a finalidade não seja a de as parar, mas sim as  proteger da avalanche. São como que um "telhado", uma galeria aberta, que cobre a via e permite que a neve possa passar por cima sem portanto provocar a paragem do tráfego. Nas zonas onde as avalanches são frequentes fala-se de corredores de avalanche.

### Medidas de prevenção
Segundo informações dos bombeiros da Catalunha, para aproveitar uma saída à neve com segurança é necessário prepará-la com antecipação, conhecer o percurso (buscando o caminho que seja mais seguro), conhecer a previsão meteorológica e o risco de avalanches, e levar o equipamento adequado. Segundo as recomendações da Proteção Civil da Catalunha, há que se ter em conta que as vibrações produzidas por um berro, queda ou movimento no chão podem iniciar uma avalanche.

## Tabela europeia de risco de avalanchas
Na Europa, o risco de avalanchas é aferido utilizando-se a seguinte escala, adotada desde abril de 1993, substituindo esquemas anteriores não padronizados. Em maio de 2003 a tabela foi atualizada para aumentar sua uniformidade e precisão.
| Nível de risco | Estabilidade da massa de neve                                                                              | Risco de avalancha |
| -------------- | --- | --- |
| 1 - Baixo      | A neve é muito estável.                                                                                    | A ocorrência de avalanchas é muito improvável, exceto quando grandes massas caem em encostas extremas. Avalanchas espontâneas têm consequências menores, normalmente em segurança.       |
| 2 - Limitado   | Algumas encostas têm alguma instabilidade, enquanto que na maioria delas há estabilidade da massa de neve. | Avalanchas podem ocorrer quando há uma forte precipitação ou abalo mecânico em uma zona específica. Grandes avalanchas espontâneas são muito raras.                                      |
| 3 - Médio      | Em algumas encostas a neve pode estar moderadamente instável.                                              | Avalanchas podem ocorrer em algumas encostas mesmo com leves precipitações de neve ou abalos mecânicos. Avalanchas de tamanho médio o ligeiramente grande podem ocorrer espontaneamente. |
| 4 - Alto       | Na maioria das encostas a neve é instável.                                                                 | Avalanchas devem ocorrer mesmo com pequenas precipitações de neve ou abalos mecânicos. Em alguns lugares, avalanchas de tamanho médio e grande são esperadas.                            |
| 5 - Altíssimo  | A neve é em sua generalidade instável.                                                                     | Até mesmo em encostas de pouca inclinação podem ocorrer avalanchas espontâneas. |

## Utilização do termo
Na física, avalanche é o processo ocorrente num gás em que há um campo elétrico, e que consiste na multiplicação do número de íons e elétrons formados num evento ionizante, graças aos choques inelásticos sucessivos dos íons acelerados pelo campo com as moléculas do gás.
Em eletrônica, existe o fenômeno da avalanche térmica que é a autodestruição de componentes que ocorre devido ao aumento de uma corrente parasita chamada corrente de fuga, que descontrolada aumenta a temperatura do componente, e em função do aumento da temperatura, aumenta a corrente de fuga, formando um sistema autoalimentado até a autodestruição.

## Avalanches e mudanças climáticas
A formação e a frequência de avalanches são altamente afetadas pelos padrões climáticos e pelo clima local. As camadas de neve se formam de maneira diferente dependendo se a neve cai em condições muito frias ou muito quentes, e se o ambiente é muito seco ou muito úmido. Assim, as mudanças climáticas podem afetar quando, onde e com que frequência as avalanches ocorrem, além de alterar o tipo de avalanche que ocorre.

### Impactos no tipo e na frequência das avalanches
De maneira geral, prevê-se uma elevação da linha de neve sazonal e uma redução no número de dias com cobertura de neve. O aumento das temperaturas e as mudanças nos padrões de precipitação causados pelas mudanças climáticas provavelmente variarão entre as diferentes regiões montanhosas, e os impactos dessas mudanças nas avalanches se alterarão em diferentes altitudes. A longo prazo, espera-se uma redução na frequência de avalanches em altitudes mais baixas, acompanhando a diminuição da cobertura e da profundidade da neve, enquanto, a curto prazo, prevê-se um aumento no número de avalanches úmidas.
Espera-se um aumento da precipitação, o que resultará em mais neve ou chuva, dependendo da altitude. Em altitudes mais elevadas, que permanecerão acima da linha de neve sazonal, é provável que a atividade das avalanches aumente devido ao crescimento da precipitação durante o inverno. A intensidade das tempestades de precipitação também deve aumentar, o que provavelmente levará a mais dias com queda de neve suficiente para tornar a camada de neve instável. Altitudes médias e altas podem enfrentar aumentos na volatilidade climática, com oscilações extremas entre diferentes condições meteorológicas. As previsões também indicam um aumento no número de eventos de chuva sobre neve, e ciclos de avalanches úmidas ocorrendo mais cedo na primavera ao longo do restante deste século.

### Impactos na taxa de sobrevivência em soterramentos
As camadas de neve quente e úmida, cuja frequência deve aumentar devido às mudanças climáticas, podem tornar os soterramentos por avalanche mais letais. A neve quente possui maior teor de umidade e, portanto, é mais densa do que a neve fria. Os detritos densos da avalanche reduzem a capacidade de respiração de uma pessoa soterrada e diminuem o tempo disponível antes que o oxigênio acabe. Isso aumenta a probabilidade de morte por asfixia em casos de soterramento. Além disso, as camadas de neve mais finas previstas podem aumentar a frequência de lesões traumáticas, como esquiadores soterrados atingindo rochas ou árvores.